# Pentru pâine
„Pentru pâine” (în poloneză Za chlebem) este o nuvelă scrisă de Henryk Sienkiewicz și publicată în 1880.